# 加雷斯·埃文斯
加雷斯·休·埃文斯（英語：Gareth Huw Evans，1980年4月2日—）是一名出生于威尔士的电影导演，主要拍摄动作片。他毕业于格拉摩根大学的编剧专业。
2011年他导演的警匪动作片《全面突袭》获得了多伦多电影节的午夜疯狂奖。2015年以前他和家人居住在印尼雅加达。

## 作品列表
- 《Samurai Monogatari》（2003；短片）
- 《Footsteps》（2006）
- 《街頭拳霸（英语：Merantau）》（2009）
- 《全面突襲》（2012）
- 《索命影帶2》（2013）
  - 章節：〈避難所〉（Safe Haven）
- 《虐殺人魔（英语：Killers (2014 film)）》（2014；執行製片人）
- 《全面突襲2：拳力進擊》（2014）
- 《Pre Vis Action》（2016；短片）
- 《使徒（英语：Apostle (film)）》（2018）
- 《倫敦黑幫》（2020；電視劇）
- 《毒劫》（2025）